# Pierre July
Pour les articles homonymes, voir July.
Pierre July  est un homme politique français, né le 9 septembre 1906 à Vitry-le-François (Marne) et mort le 7 août 1982 à Suresnes (Hauts-de-Seine).

## Biographie
Fils de commerçants, Pierre July, après des études de droit à Paris, s'établit à Dreux comme avoué plaidant en 1936, succédant à M. Coutant.
Son étude est située à Dreux 33 boulevard Louis Terrier, dans une grande propriété qui est aujourd'hui le domicile de l'ancien maire de Dreux Gérard Hamel (1995-2020), puis, à compter du 18 septembre 1944 au numéro 2 du boulevard Dubois.
Lieutenant d’infanterie pendant la Seconde Guerre mondiale, il devient, sous l'Occupation, le chef de la Résistance de la région de Dreux, où il opère avec Maurice Clavel, chargé par le Général de Gaulle de coordonner les Forces françaises de l'intérieur (FFI) du département d’Eure-et-Loir. Maurice Clavel évoque sa figure et son rôle dans la Résistance à travers le personnage de l'avocat Lucy dans "Le Temps de Chartres" (1960). Arrêté par la Gestapo le 24 juillet 1944, Pierre July est torturé puis interné à Compiègne et est condamné à la déportation à Buchenwald, mais parvient à sauter du train qui l'emmène en Allemagne.
Après la Libération, il reprend, avec ses compagnons de la Résistance, le journal l'Écho républicain de Chartres (créé en 1922) dont il prend la direction. Il est élu membre des deux Assemblées nationales constituantes comme PRL (Parti républicain de la liberté, formation de droite modérée). Sous la IVe République, il siège à l’Assemblée nationale comme député d'Eure-et-Loir de 1945 à 1958 dans les groupes PRL, Rassemblement du peuple français (RPF), Action républicaine et sociale (ARS) qui soutient Antoine Pinay en 1952), Centre National des Indépendants (CNI) et enfin Rassemblement des Gauches Républicaines (RGR), où il rejoint Edgar Faure.
Le 2 décembre 1948, alors qu'il approche de Houdan, il est victime d'un grave accident automobile entraînant une fracture de la hanche.
Pierre July est secrétaire d'État à la présidence du Conseil des gouvernements Joseph Laniel du 2 juillet 1953 au 18 juin 1954, puis ministre des Affaires marocaines et tunisiennes du 23 février au 20 octobre 1955 dans le gouvernement Edgar Faure (2) : à ce titre, il conclut les Conventions franco-tunisiennes, signées le 3 juin 1955, selon les lignes tracées par Pierre Mendès France dans son discours de Carthage, et participe à la conférence d'Aix-les-Bains sur le Maroc qui ouvre la voie au retour d'exil du sultan Mohammed V du Maroc puis à l'indépendance du Maroc. Une fois l'affaire marocaine dénouée, il devient ministre délégué à la présidence du Conseil, toujours auprès d'Edgar Faure, poste qu'il occupe jusqu'au 1er février 1956.
En décembre 1956, il cède son étude d'avoué-plaidant à Dreux à Pierre Cirier.
Après quelques tentatives électorales infructueuses au début de la Ve République, il retourne définitivement au barreau, à Paris, et se spécialise dans les affaires internationales. Il défend notamment, à Alger, Hocine Aït Ahmed, qui fut l'un des dirigeants historiques du FLN.
Le 12 décembre 1960, il reçoit à Dreux, en présence d'Edgar Faure et d'André Laignel, des mains d'Edmond Michelet, Garde des Sceaux, la croix d'officier de la Légion d'Honneur.
Pierre July est père de dix enfants, nés de 1932 à 1950 : Bernard, Jeanne-Marie (épouse d'Hervé Arène), Michèle, Françoise (mariée avec Jacques Baldassari), Dominique, Catherine (mariée avec Friedroch Breuer, Allemand), Marie-Pierre, Claude, Pierre-Étienne (1943) et Clotilde. En 1952, son épouse, née Mauclaire, reçu des mains de Paul Ribeyre, ministre de la Santé publique, la médaille d'or de la famille française.
Domicilié à Paris 16° 66, rue Spontini, il meurt à Suresnes le 7 août 1982.
Ses obsèques ont lieu le 11 août 1982 à l'Église Saint-Honoré-d'Eylau. Il est inhumé au cimetière de Vitry-le-François.

## Décorations
- Commandeur de la Légion d'honneur
- Croix de guerre 1939-1945
- Médaille de la Résistance
- Médaille des évadés
- Médaille de la déportation et de l'internement pour faits de résistance
- Décorations marocaines et tunisiennes : Grand croix du Ouissam Alaouite et Grand croix du Nicham Istika

## Ouvrage
- Une République pour un Roi. Histoire de l'indépendance marocaine, Paris, Fayard, coll. « Les Grandes Études Contemporaines », 1974Chronique de son mandat de ministre sur les affaires marocaines[8].